# Elena Adelina Panaet
Elena Adelina Panaet (5 de junio de 1993) es una deportista de Rumania que compite en atletismo. Ganó una medalla de plata en el Campeonato Europeo de Atletismo por Equipos de 2021, en la prueba de 3000 m obstáculos.